# Кайунга (округ)
Кайунга — округ в Центральной Уганде. Назван в честь своего центра Кайунга.

## География
Округ Кайунга граничит с округом Амолотар на севере, Буйенде на северо-востоке, Камули на востоке, Джинджа на юго-востоке, Буйкве на юге, Муконо на юго-западе, Лувееро на западе и Накасонгола на северо-западе. Штаб округа Каюнга находится примерно в 74 километрах к северо-востоку от Кампалы, на асфальтированном шоссе.

## Создание
Каюнга был выделен из округа Муконо в декабре 2000 года. Округ состоит из двух подокругов: Ббаале и Нтенджеру. Его площадь составляет 1587,8 км².

## Население
В 2012 году население округа оценивалось в 358 700 человек, что выше 236 200 человек в 1991 году и 294 600 человек в 2002 году. Согласно Национальной переписи населения и жилищного фонда 2014 года, население Кайунга составляло около 368 064 человек, из которых 181 920 (49 %) мужчин и 186 142 (51 %) женщин. В то время плотность населения составляла 231 человек на км².
В округе проживают представители более 75 % племён Уганды.

## Экономика
Сельское хозяйство является основным видом экономической деятельности и обеспечивает 90 % общей занятости. На территории Кайунги занимаются животноводством и земледелием. Культуры включают:
- Ваниль
- Маниок
- Матоке[англ.]
- Ананасы
- Кукуруза
- Просо
- Арбуз
- Маракуйя

Около 30 % пахотных земель округа Кайунга используется для коммерческого выращивания сахарного тростника.

## История
В сентябре 2009 года Кайунга попыталась отделиться от традиционного Королевства Буганда. Король попытался посетить округ, но это был запрещено правительством Уганды, что спровоцировало беспорядки в Кампале. Тридцать человек были убиты.